# Метилдигидроморфин
Метилдигидроморфин — это полусинтетический опиоид, первоначально разработанный в Германии в 1936 году и контролируемый как национальным законодательством, так и конвенциями ООН из-за его возможного злоупотребления. Метилдигидроморфин связан с гетерокодеином и не является синонимом дигидрокодеина или дигидрогетерокодеина (6-метоксидигидроморфина).
Это соединение является производным гидроморфона. Было обнаружено, что его обезболивающее действие на 33 % превышает обезболивающее действие морфина с существенно большей продолжительностью действия.
В настоящее время мало что известно об этом соединении. Это контролируемое вещество Списка I в Соединенных Штатах с ACSCN 9304 и годовой производственной квотой 2 грамма на 2013 год.